# Tereza Hlavsová
Tereza Hlavsová (ur. 26 listopada 1986 w Žamberku, zm. 18 lutego 2006 w Hejnicach k. Ústí nad Orlicí, Rep.Czeska) – była czeską biathlonistką, mistrzynią świata juniorek.
Była zawodniczką klubu OEZ Letohrad, wielokrotną mistrzynią Czech, zarówno w biathlonie zimowym, jak i letnim. Medalistka mistrzostw Europy, w 2003 została mistrzynią świata juniorek (Kościelisko).
Była nadzieją czeskiego biathlonu. Zmarła w wyniku ran odniesionych po wypadku samochodowym.

## Wyniki w najważniejszych imprezach
Mistrzostwa świata juniorek:
- 2006:  Presque Isle: 23msc (10km), 13msc (6km), 15msc (7,5km)
- 2005:  Kontiolahti: 26msc (10km), 6msc (6km), 12msc (7,5km), 15msc (sztafeta)
- 2004:  Haute Maurienne: 4msc (10km), 12msc (6km), 7msc (7,5km)
- 2003:  Kościelisko: mistrzostwo świata (10km), 12msc (6km), 4msc (7,5km), brązowy medal (sztafeta)

Mistrzostwa Europy juniorek
- 2004:  Mińsk: 12msc (10km), brązowy medal (6km), 10msc (7,5km), brązowy medal (sztafeta)